# Nie czekam
Nie czekam – singel polskiej piosenkarki Marty Bijan. Singel został wydany 18 listopada 2024.

## Geneza utworu i historia wydania
Utwór napisali i skomponowali Marta Bijan, Carla Fernandes, Patryk Kumór, Dominic Buczkowski-Wojtaszek, Frank Bo i Bartłomiej Marszałek, który również odpowiada za produkcję piosenki.
Singel ukazał się w formacie digital download 18 listopada 2024 w Polsce za pośrednictwem wytwórni płytowej DB4 Management w dystrybucji Warner Music Poland.

## Teledysk
Do utworu powstał teledysk w reżyserii Anny Sobczuk-Bijan, który udostępniono 19 listopada 2024 za pośrednictwem serwisu YouTube.

## Lista utworów
- Digital download[2]

1. „Nie czekam” – 2:57